# 최현호 (핸드볼인)
최현호(崔現鎬, 1976년 4월 16일~)는 대한민국의 전직 핸드볼 선수 출신으로, 1997년 세계선수권대회 핸드볼 국가대표 출신이고, 2004년 핸드볼 선수에서 은퇴하였으며, 은퇴 이후 2005년 잠시 핸드볼 중계 해설가로도 활동했다.
2009년 6월부터 2015년 4월까지 6년 남짓 동안 잠시 영화와 드라마에 간간이 출연하면서 배우(2015년 이후 사실상 배우 은퇴)와 패션 모델로도 잠시 활약하였다. 서울특별시 출신이다.

## 학력
- 1989년 2월 - 서울용곡국교 (졸업)
- 1992년 2월 - 서울대광중학교 (졸업)
- 1995년 2월 - 서울대광고등학교 (졸업)
- 1999년 2월 - 성균관대학교 체육교육학과 (학사)

## 가족 관계
- 어머니: 황계옥
- 배우자: 홍레나
- 맏아들: 최지웅
- 막내딸: 최아영

## 주요 경력

### 선수 경력
- 2004년 핸드볼 은퇴
- 2003년 덴마크 피보르크 입단
- 2002년 독일 분데스리가 굼머스바흐에 입단
- 2001년 동아시아대회 핸드볼 국가대표
- 2001년 세계선수권대회 핸드볼 국가대표
- 2000년 시드니올림픽 핸드볼 국가대표
- 2000년 아시아선수권대회 핸드볼 국가대표
- 1999년 충청하나은행 입단
- 1998년 방콕아시안게임 핸드볼 국가대표
- 1997년 세계선수권대회 핸드볼 국가대표

### 이외 경력
- 2005년 6월 KBS 핸드볼 해설위원

### 수상
- 1998년 핸드볼큰잔치 우수상
- 1999년 핸드볼큰잔치 우수상
- 2000년 핸드볼큰잔치 Mr.핸드볼

## 출연 작품

### 예능프로그램
- 2012년 JTBC 《결혼전쟁》 (남편 최현호 役)
- 2013년 KBS2 《우리동네 예체능》 (최현호 役)
- 2013년 채널A 《불멸의 국가대표》 시즌2 (최현호 役)
- 2014년 KBS2 《출발 드림팀 시즌2》 (최현호 役)
- 2015년 SBS 《런닝맨》 샐러리맨SUPER레이스 (최현호 役)
- 2017년 KBS2 《슈퍼맨이 돌아왔다》 (특별출연)

### 영화
- 2014년 마이 보이 (단역 - 마트 부부 役)
- 2013년 러브씬 (주연 役)
- 2011년 키스 (주연 役)
- 2009년 선물 (단역 - 첩보 요원 役)

### 드라마
- 2015년 대교방송 《어울림》 ... 단역[1]

### 광고
- 한국야쿠르트 산타페 (오주은과 함께 출연)
- 인따르시아 바쉬
- 닉스 NIX